# Église Saint-Martin de Sère
L'église Saint-Martin de Sère est une église catholique située à Sère, dans le département français du Gers.

## Présentation
L'église est classique datant du XVIIe/XVIIIe siècle. Elle conserve des vestiges de l'ancien monastère avec une porte romane couronnée d'un damier et située derrière l'autel. 
Elle comprend également une litre funéraire peinte.
Les vitraux ont été réalisés par l'atelier de Louis Saint-Blancat à Toulouse en 1921.
Son clocher est hexagonal.

## Description

### Intérieur

#### Lanefet lechœur
Sur les murs de la nef sont placés des tableaux du chemin de croix.
Sur la gauche, une statue de saint Antoine de Padoue, sur la droite, une statue de sainte Jeanne d'Arc.
Dans le chœur sont placés : 
- L'ancien maître autel et le tabernacle surmonté d'un ciborium sont en marbre blanc. L'ancien maître autel était utilisé avant le concile Vatican II, lorsque le prêtre célébrait la messe dos aux fidèles.
- Sur les murs, à gauche, une statue du Sacré-Cœur de Jésus, à droite, une statue de sainte Germaine.
- Sur la gauche, et posée à terre, les statues dorées de la Vierge à l'Enfant et de saint Joseph.
- Sur l'abside sont placées les statues (de gauche à droite) : saint Paul, Sacré-Cœur de Jésus, et saint Pierre.

- Au premier plan, le nouveau maître autel en bois. Il a été mis en place après le concile Vatican II, ainsi le prêtre célèbre la messe face aux fidèles.

## Galerie

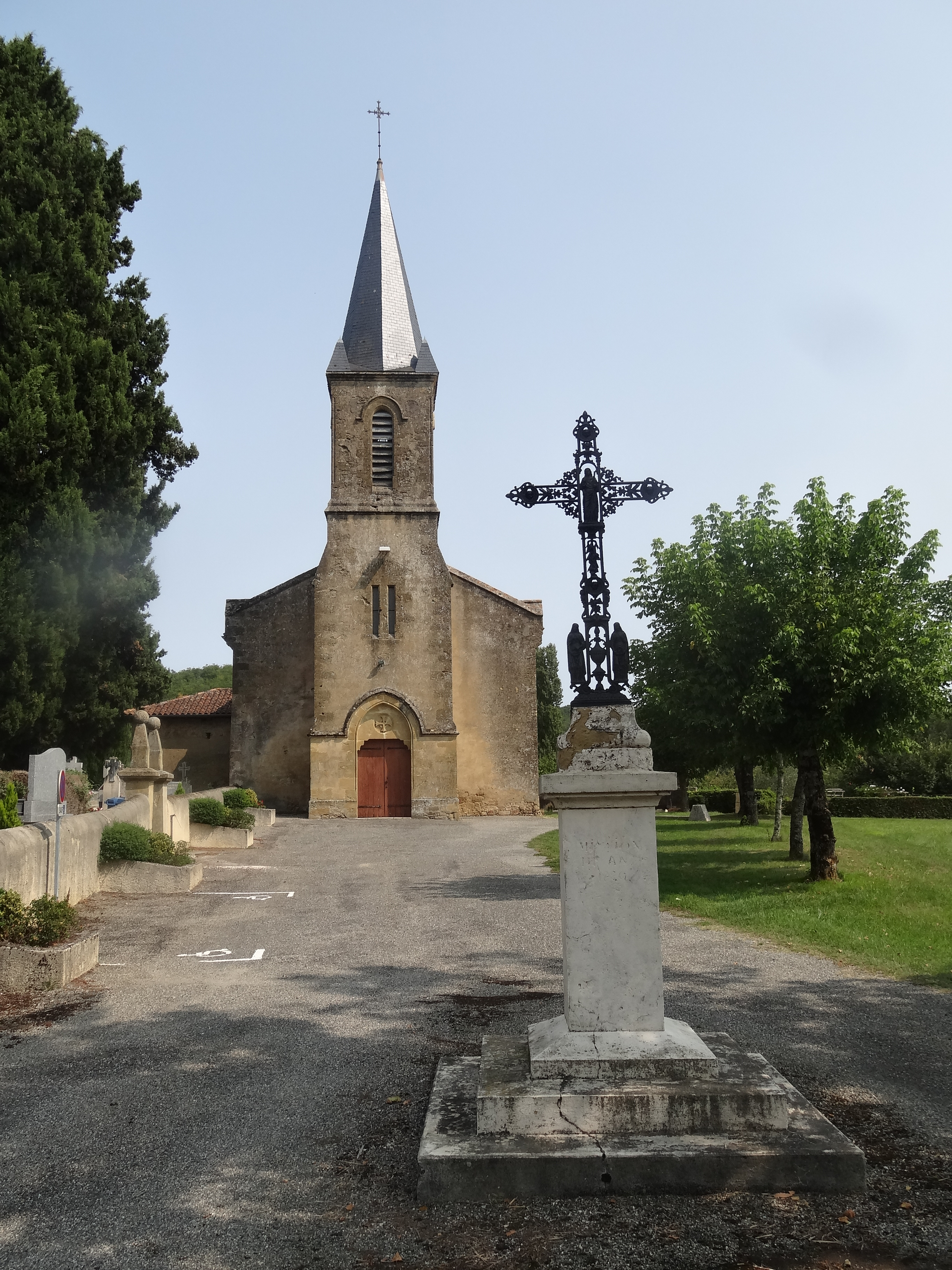
La tour clocher de l'église, au premier plan, une croix monumentale en fer forgé où est représenté au centre Jésus-Christ.
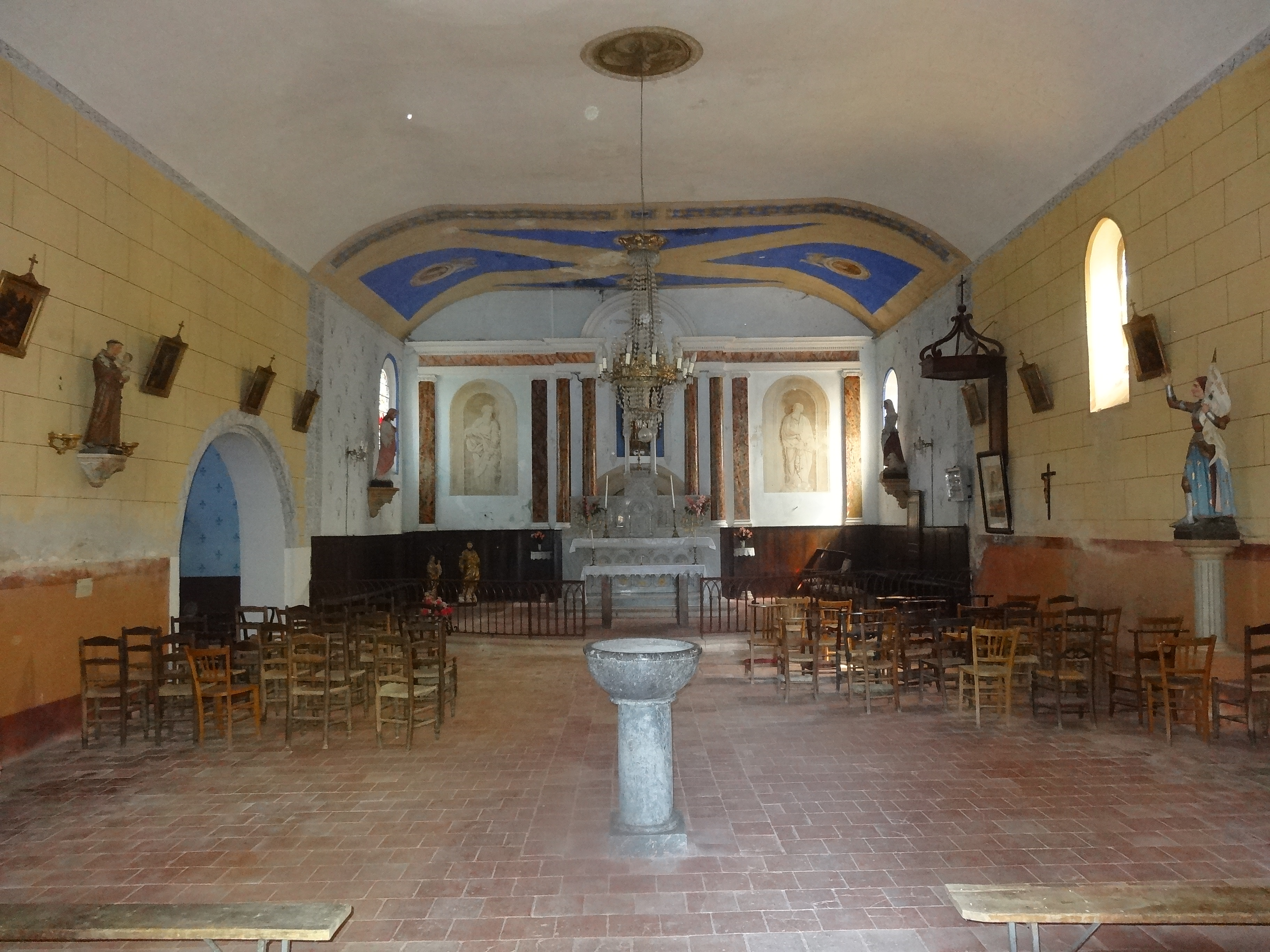
La nef et le chœur avec au centre un bénitier en marbre.